# سقوط امپراتوری
سقوط امپراتوری (روسی: Гибель империи) یک مینی‌سریال روسی است که در سال ۲۰۰۵ منتشر شد. وقایع سریال در جبهه شرقی (جنگ جهانی اول) می‌گذرد و یک افسر ضداطلاعات امپراتوری روسیه را دنبال می‌کند که کهنه‌سرباز جنگ روسیه و ژاپن است و تلاش می‌کند تا طرح‌های جنگی دشمن را برملا کند.

## گزیدهٔ بازیگران
- الکساندر بالواو
- سرگئی ماکووتسکی
- چولپن خاماتووا
- الکساندر باشیروف
- فئودور بوندارچوک
- گوشا کوتسنکو
- یوئزس بودرایتیس
- ویکتور ورژبیتسکی
- سرگئی گارماش
- دانیل اولبریخسکی
- سنیا راپوپورت
- نینا یوساتووا
- ویله هاآپاسالو
- کنستانتین خابنسکی
- ولادیمیر خوتیننکو
- میخائیل پارچنکوف
- آندره هنیکه